# Slavija Belgrad
FK BPI Slavija Belgrad, serb:  ФК БПИ Славија Београд – serbski klub piłkarski z Belgradu. Został utworzony w 1937 roku. Obecnie występuje w Srpska Liga Beograd.